# Nyctimystes latratus
Espèce
Nyctimystes latratus est une espèce d'amphibiens de la famille des Pelodryadidae.

## Répartition
Cette espèce est endémique de Papouasie-Nouvelle-Guinée. Elle se rencontre entre 500 et 1 200 m d'altitude dans les provinces nord (ou d'Oro) et de Baie Milne.

## Description
Les mâles mesurent de 42,0 à 51,0 mm et les femelles de 55,0 à 62,0 mm.

## Étymologie
Le nom spécifique latratus vient du latin latro, aboyer, en référence aux vocalisations de cette espèce.

## Publication originale
- Menzies, 2014 : Notes on Nyctimystes (Anura: Hylidae), tree frogs of New Guinea, with descriptions of four new species. Alytes, vol. 30, p. 42–68 (texte intégral).